# Fabio Montale (série télévisée)
Fabio Montale est une mini-série policière française en trois épisodes de 90 minutes, réalisée par José Pinheiro et diffusée les 3, 10 et 17 janvier 2002 sur TF1. Elle est tirée de la trilogie marseillaise du même nom, écrite par Jean-Claude Izzo et publiée en 1995.
La mini-série a été un succès d'audience, avec 12,5 millions de téléspectateurs pour le premier épisode, 10,6 millions pour le second épisode et 10,9 millions pour le dernier épisode, ce qui à permis à la première chaîne de se hisser en deuxième, neuvième et onzième positions des meilleures audiences de l'année 2002.

## Synopsis
Le commissaire de police Fabio Montale revient dans sa ville natale Marseille où il pense pouvoir finir tranquillement sa carrière. Mais les anciennes affaires du passé vont vite le rattraper.

## Fiche technique
- Réalisateur : José Pinheiro
- Scénaristes : Jean-Claude Izzo et Philippe Setbon
- Musique : Serge Perathoner
- Directeur de la photographie : Jacques Boumendil
- Montage : Jean-Daniel Fernandez-Qundez
- Coordinateur des cascades : Michel Norman
- Sociétés de production : GMT Productions, TF1
- Format : couleur, stéréo
- Genre : Policier
- Durée : 3 épisodes de 90 minutes
- Dates de diffusion : 
  - Total Khéops, le 3 janvier 2002
  - Chourmo, le 10 janvier 2002
  - Solea, le 17 janvier 2002

## Distribution
- Alain Delon : le commissaire Fabio Montale
- Cédric Chevalme : le capitaine Thierry Peyrol
- Elena Sofia Ricci : Babeth De Metz
- Éric Defosse : le lieutenant Loubet
- Andrée Damant : Norine
- Georges Neri : Fonfon
- Jean-Marie Winling : le commissaire Philippe Auch

## Épisodes

### Épisode 1:Total Khéops
Distribution
- Jean-Louis Foulquier : Mavros
- Jean-François Garreaud : Pierre Ugolini, dit « Ugo »
- Arnoldo Foà : Don Gennaro Battisti
- Nicolas Cazalé : Driss, le jeune boxeur, frère de Leïla
- Delphine Serina : Constanza Battisti
- Kahena Saïghi : Leïla
- Marc Samuel : le capitaine Morvan

### Épisode 2:Chourmo
Distribution
- Mathilda May : la commissaire Hélène Pessayre
- Laure Killing : Angèle Aguila, dite « Angie »
- Ysabelle Lacamp : Anh Hoa Fabre
- Michel Albertini : Alex Narni
- Jean-Claude Dauphin : Serge Bondy
- Géraldine Danon : Pavie
- Jacques Zabor : Adrien Fabre
- Mostéfa Stiti : Mouloud
- Estelle Vincent : Naïma Hamoudi

### Épisode 3:Solea
Distribution
- Jean-Louis Foulquier : Mavros
- Mathilda May : la commissaire Hélène Pessayre
- Astrid Veillon : Sonia Bertone
- Alain-Fabien Delon : Thomas
- Pierre Deny : Bruno Jarry